# E se poi
E se poi è un brano musicale composto da Giuliano Sangiorgi, frontman dei Negramaro (testo e musica), interpretato dalla cantante italo-marocchina Malika Ayane e finalista al Festival di Sanremo 2013, pubblicato come terzo singolo estratto dal terzo album Ricreazione.

## Sanremo ed il brano
Il brano ha superato la prima selezione al Festival di Sanremo 2013 a differenza di Niente, altro pezzo presentato alla manifestazione. La canzone convince la giuria, ma non il televoto, infatti la Ayane arriva solo quarta.
Il brano è stato inserito nella compilation dedicata ai brani del Festival di Sanremo, intitolata  Sanremo 2013.
Successivamente il brano viene anche inserito nella compilation Wind Music Awards 2013.

## Video musicale
Il video di E se poi è stato pubblicato 13 febbraio 2013. Nel video compare Malika che canta in auto e nello sfondo lei vestita da sposa che gira diverse città.
Il video è stato ambientato in diversi luoghi tra i quali New York, Marrakech, Milano, Death Valley, Praga, Los Angeles, Barcellona, Las Vegas, Alta Badia, Bruxelles.
Il video è un omaggio all'opera finale Spose in Viaggio dell'artista Pippa Bacca.

## Successo commerciale
Il brano ha raggiunto come posizione massima, nella settimana del suo debutto, l'ottava posizione della Top Singoli. Nell'aprile successivo il brano è stato certificato disco d'oro per le oltre 15.000 vendite in digitale, mentre nel corso della 18ª settimana del 2014 ottiene il disco di platino per aver venduto oltre 30.000 copie.

## Premi
Premio Lunezia al migliore testo del Festival di Sanremo 2013 (insieme a La canzone mononota di Elio e le Storie Tese).

## Classifiche
| Classifica (2013) | Posizione massima |
| ----------------- | ----------------- |
| Italia            | 8                 |

### Classifiche di fine anno
| Classifica (2013) | Posizione |
| ----------------- | --------- |
| Italia            | 63        |